# Sveučilište Al-Azhar
Sveučilište Al-Azhar (ar.: جامعة الأزهر الشريف), vodeća je ustanova visokog obrazovanja u Egiptu, čuvena u svijetu zbog svoje uloge u islamskoj znanosti i obrazovanju. Drugo je najstarije sveučilište u svijetu s kontinuiranim radom od svog osnivanja.

## Povijest
Sveučilište Al-Azhar je izgradila šiitska fatimidska dinastija (909. – 1171.) kojoj je Kairo služio kao prijestonica. Povezan je s džamijom Al-Azhar (na arapskom: najblistavija) koja je dobila ime po prelijepim palačama koje je okružuju ili po Muhamedovoj ćerki Fatimi Al-Zahri. Džamija je počela s izgradnjom 969. godine i završena je za dvije godine. Teološka škola je osnovana 988. i na njoj je izučavan šiitski islam. Krajem srednjeg vijeka, sveučilište postaje sunitsko.
Većina sunita Al-Azhar smatra najprestižnijim islamskim sveučilištem. Na čelu Al-Azhara je Šejh-ul Azhar; član Vrhovnog vijeća. Za razliku od većine sveučilišta, Al-Azhar ne prima nemuslimanske studente. Sveučilište je 1961. godine temeljno reorganizirala Naserova vlada. Otvoreno je nekoliko sekularnih fakulteta (medicina, strojarstvo, poljoprivreda) kao i fakultet za žene.
Al-Azharova knjižnica sadrži 99.062 knjige od 595.668 tomova. Najveći dio čine rukopisi i rijetke knjige, neke stare 13 stoljeća. Knjižnica je u središtu pozornosti mnogih istraživača, studenata i drugih islamskih sveučilišta. Pokrenuta je online pismohrana 2005. godine, rezultat suradnje sveučilišta i Znanstvenog projekta Muhamed bin Rašid Al Maktum iz Dubaija. U budućnosti će biti omogućen besplatan pregled 42.000 rukopisa od približno sedam milijuna stranica.

## Vanjske povezice
- Službena stranica